# 阿尔法·奥马尔·贾洛
阿尔法·奥马尔·贾洛（法語：Alpha Oumar Djalo，1996年9月5日—），法国男子柔道运动员，2019年世界柔道锦标赛混合团体银牌得主、2023年欧洲柔道锦标赛男子81公斤级铜牌得主。